# Крекінг-установки у Джубайлі (JCP)
Крекінг-установка у Джубайлі (JCP) – складова нафтохімічного майданчика компанії Jubail Chevron Phillips (спільне підприємство з рівними долями Chevron Phillips Chemical та саудійської Saudi Industrial Investment Group).

## Комплекс SCP
З 2000 року в Джубайлі – центрі нафтопереробної та нафтохімічної промисловості Саудівської Аравії – діяло виробництво бензолу та циклогексану компанії Saudi Chevron Phillips. За кілька років по тому її власники вирішили доповнити проект виробництвом мономеру стирену (продукт реакції бензолу та етилену). Для цього в 2007-му ввели в дію установку парового крекінгу, що піддає піролізу  отриманий від Saudi Aramco газовий бензин та продукує ненасичені вуглеводні – 230 тисяч тонн етилену та 145 тисяч тонн пропілену. Особливістю технологічної схеми комплексу є усунення проміжної ланки фракціонування етилену. Піролізна суміш з низькою концентрацією зазначеного олефіна потрапляє у реактор, де відбувається отримання етилбензену, з якого в подальшому продукують 730 тисяч тонн стирену.

## Комплекс JCP
В 2008-2011 роках через Jubail Chevron Phillips партнери спорудили значно потужнішу установку парового крекінгу, розраховану на випуск 1220 тисяч тонн етилену і 400 тисяч тонн пропілену, при цьому до 200 тисяч тонн останнього із названих олефінів продукує супутня установка метатези, де відбувається реакція етилену з бутиленом. 
Основним споживачем етилену є дві лінії полімеризації потужністю по 550 тисяч тонн поліетилену. Крім того, тримеризацією етилену продукують 100 тисяч тонн 1-гексену (використовується як кополімер). Потужність проекту з випуску поліпропілену становить 400 тисяч тонн.
Піролізна установка споживає пропан (40 тисяч барелів на добу) та дещо меншу частку етану (1,7 млн м3 на добу). Зріджені вуглеводневі гази надходять до Джубайлю по етанопроводу Джуайма/Беррі – Джубайль, пропанопроводу Джуайма – Джубайль та введеній в дію наприкінці 2010-х багатонитковій системі Васіт – Джубайль (як етан, так і пропан). В подальшому етан та пропан зможуть надходити по багатонитковим системам Танаджиб – Джубайль (з середини 2020-х) та Ріяс – Джубайль (з другої половини 2020-х).